# Phosphoreszenz
Phosphoreszenz ist die Eigenschaft eines Stoffes, nach Bestrahlung mit (sichtbarem oder UV-) Licht im Dunkeln nachzuleuchten.
Die Ursache der Phosphoreszenz ist die strahlende Desaktivierung der angeregten Atome und Moleküle. Dieses Phänomen beobachteten Alchemisten schon im 17. Jahrhundert.

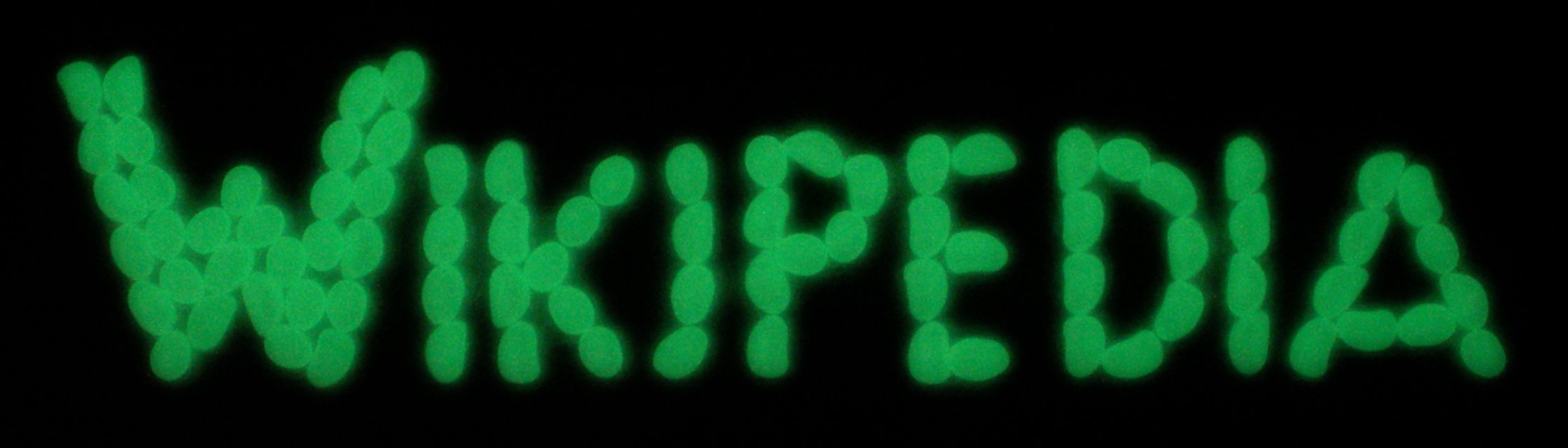
Phosphoreszierender Wikipedia-Schriftzug

## Abgrenzung zur Fluoreszenz
Phosphoreszenz und Fluoreszenz sind beides Formen der Lumineszenz (kaltes Leuchten). Unterschieden wird durch das Leuchtverhalten nach der Anregung, die Fluoreszenz klingt nach dem Ende der Bestrahlung rasch ab, meist innerhalb einer millionstel Sekunde, wogegen es bei der Phosphoreszenz zu einem Nachleuchten kommt, das von Sekundenbruchteilen bis hin zu Stunden dauern kann. Phosphoreszierende Stoffe werden auch als Luminophore bezeichnet, da sie das Licht scheinbar speichern.
- Fluoreszenz: sobald das Licht aus ist, leuchtet der Stoff nicht mehr (z. B. unter Bestrahlung mit UV-Licht – Schwarzlicht in der Disko);
- Phosphoreszenz: leuchtet im Dunkeln noch viele Stunden nach (z. B. Notausgangsschilder), siehe Nachleuchtfarben.

Durch die Anregung wird in beiden Fällen ein Elektron vom energetischen Grundzustand S0 in einen energetisch höheren Zustand wie S1 gebracht. S steht hierbei für Singulett-Zustände. Bei der Fluoreszenz geht das Elektron unter Abgabe eines Photons direkt wieder zurück in den Grundzustand, die Fluoreszenzlebensdauer ist kurz. Bei der Phosphoreszenz erfolgt jedoch zunächst ein Übergang (Intersystem Crossing) in einen vergleichsweise langlebigen Triplett-Zustand, etwa von S1 nach T1. Erst aus diesem gelangt das Elektron nach einiger Zeit zurück in den Grundzustand.

## Phosphor
Eine „Phosphoreszenz“ wurde erstmals als langandauerndes Nachleuchten bei Bariumsulfid (Bologneser Leuchtstein) 1602 in Bologna durch Vincentio Casciorolo entdeckt. Später (1669) fand Hennig Brand bei dem von ihm entdeckten chemischen Element Phosphor (Lichtträger) in seiner weißen (hochreaktiven) Modifikation einen ähnlichen Effekt. Da dieses Nachleuchten auf der chemischen Reaktion von Luftsauerstoff mit Phosphor beruht, handelt es sich hier allerdings um eine Chemolumineszenz.
Die eigentliche Phosphoreszenz beschreibt einen quantenphysikalischen Effekt bei der Lichtanregung.
Umgangssprachlich werden im technischen Bereich alle Materialien, die durch Strahlung zum Leuchten angeregt werden können, als „Phosphore“ bezeichnet. Leuchtpigmente können phosphoreszierend oder fluoreszierend sein.  Leuchtstoffe sind jedoch fluoreszierend.
Die Innenbeschichtung einer Braunschen Röhre besteht aus dotiertem Zinksulfid, das durch Elektronenstrahlung zum Leuchten angeregt wird (Kathodolumineszenz). Solche Leuchtstoffe wurden auch bei Schwarzweißfernsehern zuweilen unzutreffend „Phosphor“ genannt.

## Erklärung

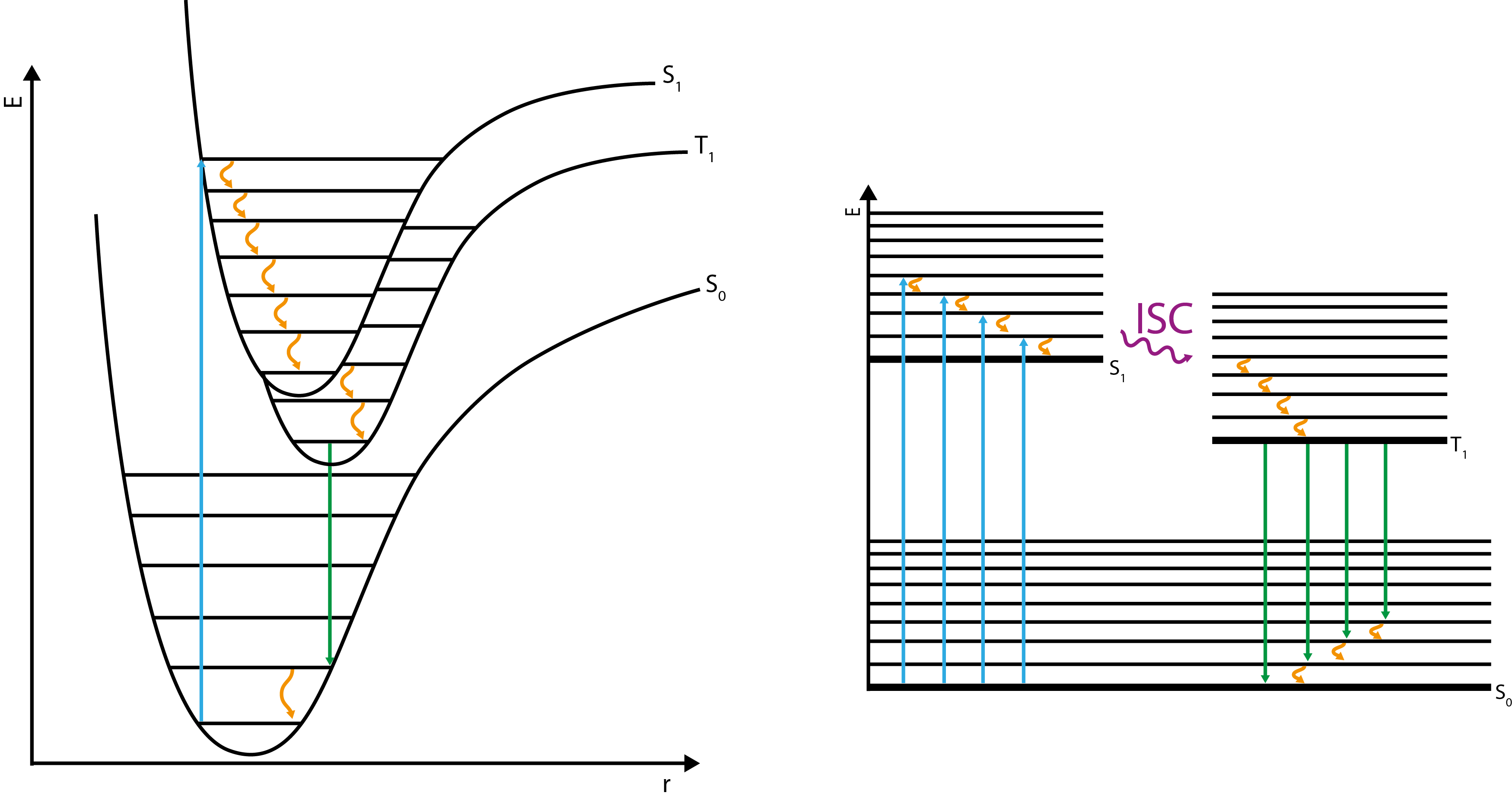
Links die Potenzialkurvendarstellung und rechts das entsprechende Energieschema der Phosphoreszenz. Im Grundzustand und im angeregten Singulettzustand zeigt das angeregte Elektron einen zum ebenfalls im Grundzustand befindlichen Elektron antiparallelen Spin. Das Elektron im angeregten Singulettzustand relaxiert bis in das niedrigste Schwingungsniveau des angeregten Singulettzustands, von wo aus es durch einen verbotenen Spinwechsel (intersystem crossing (ISC)) in den energetisch niedriger liegenden Triplettzustand kommt. Dort relaxiert es strahlungsfrei bis in das niedrigste Schwingungsniveau, von wo aus es nur unter einem erneuten Spinwechsel und Strahlungsabgabe zurück in den Grundzustand kommen kann.

Das Phänomen der Phosphoreszenz kann mit Hilfe der Quantenphysik beschrieben werden und gehört zur Gruppe der photophysikalischen Prozesse: Wird ein phosphoreszierender Stoff mit Licht (Photonen) der passenden Wellenlänge bestrahlt, so führt die Absorption der Photonen dazu, dass Elektronen des Phosphors in ein höheres Energieniveau wechseln (Quantensprung). Diese Anregung vom Grundzustand in einen angeregten Zustand erfolgt nach den Regeln der Quantenmechanik (Auswahlregeln), denen gemäß „erlaubte Übergänge“ eine hohe Wahrscheinlichkeit haben und somit schnell erfolgen.
Der angeregte Zustand hat nun mehrere Möglichkeiten, seine Anregungsenergie wieder abzugeben. Erfolgt die Abgabe durch Aussendung eines Lichtquants eines „erlaubten Übergangs“, so spricht man von Fluoreszenz. Dieser Vorgang ist quantenmechanisch erlaubt, d. h. schnell und nicht mit dem für die Phosphoreszenz charakteristischen Nachleuchten verbunden. Daneben kann es auch zur Abgabe von Energie in Form von Schwingungsenergie (Wärme) an die Umgebung kommen, wobei keine Lichtemission auftritt (internal conversion mit anschließender Schwingungsrelaxation). Als dritte Möglichkeit kann ein quantenmechanisch „verbotener“ Wechsel (siehe Auswahlregel) in einen angeregten Zustand erfolgen, der als intersystem crossing bezeichnet wird. Das hat zur Folge, dass auch die Rückkehr in den Grundzustand nach den Auswahlregeln „verboten“ ist und daher langsam stattfindet. Erfolgt die Rückkehr unter Lichtabstrahlung, so spricht man von Phosphoreszenz. Der angeregte Zustand fungiert dabei quasi als Reservoir, das nur langsam entvölkert wird. Hieraus erklärt sich die Eigenschaft der Phosphoreszenz, gegenüber der Fluoreszenz über (sehr) lange Zeiträume (u. U. Minuten bis Stunden) beobachtbar zu sein („Nachleuchten“). Wie bei der Fluoreszenz konkurriert die Desaktivierung durch Phosphoreszenz dabei mit einer thermischen Desaktivierung, bei der Energie in Form von Wärme an die Umgebung abgegeben wird (erneutes intersystem crossing in ein schwingungsangeregtes Niveau des Grundzustands gefolgt von Schwingungsrelaxation, vgl. photophysikalische Prozesse).
Bei organischen Verbindungen ist der Grundzustand in der Regel ein Singulett-Zustand (alle Elektronen gepaart). Phosphoreszenz entspricht dann dem Übergang vom angeregten Triplett-Zustand in den Singulett-Grundzustand. Da bei organischen Verbindungen in Lösung die Phosphoreszenz nur unzureichend mit der thermischen Desaktivierung konkurrieren kann, wird die Phosphoreszenz meist nur bei sehr tiefen Temperaturen und in Festkörpern (kristallisierte Verbindungen oder Einbettung in feste Matrizen) beobachtet.
Bei anorganischen Verbindungen (Übergangsmetalle, Lanthanoide, Actinoide) liegen häufig ungepaarte Elektronen vor, so dass hier die Situation bezüglich der (Spin-)Multiplizitäten vielfältiger ist, jedoch sinngemäß den gleichen Auswahlregeln folgt.
Die bei photophysikalischen Prozessen stattfindenden Übergänge und Umwandlungen lassen sich übersichtlich im Jablonski-Diagramm darstellen.

## Phosphoreszierende Materialien
Phosphoreszierende Materialien sind meist Kristalle mit einer geringen Beimischung eines Fremdstoffes, der die Gitterstruktur des Kristalls stört. Meistens verwendet man Sulfide von Metallen der zweiten Gruppe sowie Zink und mischt geringe Mengen von Schwermetallsalzen bei (z. B. Zinksulfid mit Spuren von Schwermetallsalzen). In  findet sich ein Beispiel eines Cu-dotierten Zinksulfid-Pigmentes, die Wellenlängenbereiche der Anregung und der Abstrahlung sowie der Nachleucht-Zeitverlauf.
Durch das Verschmelzen von Borsäure mit Fluorescein können mit Hilfe einer UV-Leuchtquelle die dotierten phosphoreszierenden Kristallstrukturen zum Nachleuchten gebracht werden.
Eine lange Leuchtdauer erreicht Europium-dotiertes Strontiumaluminat, das 1998 entwickelt wurde und unter der Marke Luminova angeboten wird.

## Anwendungen

### Postwesen
Für die automatisierte Verarbeitung von Postsendungen (Sortierung, Stempel aufbringen) wurden ab der zweiten Hälfte der 1950er-Jahre unterschiedliche Ausprägungen der Lumineszenz verwendet. Hierfür wurden Graphitstreifen- und Phosphorstreifenaufdrucke auf Briefmarken und Fluoreszenzstreifen neben Ganzsachen-Wertzeicheneindrucke und phosphoreszierendes sowie fluoreszierendes Papier verwendet. Erste Beispiele gab es in Großbritannien ab November 1957 mit zwei Graphitstreifenaufdrucken auf Markenrückseiten. In der Bundesrepublik Deutschland wurde am 1. August 1960 von Postämtern im Raum Darmstadt erste Postwertzeichen der Dauerserie Heuss I und II mit fluoreszierendem Papier verkauft. Bei der Herstellung von Briefmarken werden dem Papierbrei seit einigen Jahrzehnten phosphoreszierende Stoffe beigemengt oder das Material wird nachträglich aufgeschichtet. Mit UV-Licht bestrahlte Briefmarken leuchten dann im Dunklen nach. Poststempelmaschinen können dadurch erkennen, wo die zu entwertenden Briefmarken auf dem Brief kleben und die Poststempel auf die richtige Stelle abschlagen. Mit dieser Methode können sowohl unfrankierte Briefe und Postkarten aussortiert als auch schlecht gefälschte Wertmarken identifiziert werden.

### Sicherheitstechnik
Neben phosphoreszierenden Hinweisschildern werden phosphoreszierende Farben und Klebebänder zur Markierung von Fluchtwegen eingesetzt. Bei Treppen wird hier die erste und letzte Stufe über die ganze Breite markiert. Besonders in nur als Fluchtweg genutzten Tunneln und Fluren ist dies eine wirtschaftliche und deutlich ausfallsicherere Alternative zu Akku-gestützter Notbeleuchtung. Schon im Zweiten Weltkrieg waren in vielen Luftschutzbunkern die Wände mit phosphoreszierenden Farben gestrichen, um bei einem Stromausfall eine Panik in den sonst total dunklen, oft stark überbelegten Bunkerräumen zu verhindern. Typisch war im Kellergang zum Schutzraum eine 10–15 cm breite horizontale Linie in Schulterhöhe. Heute findet man solche phosphoreszierenden Markierungen häufig auch in U-Bahn-Stationen.

### Signalcharakter und Nachleuchten

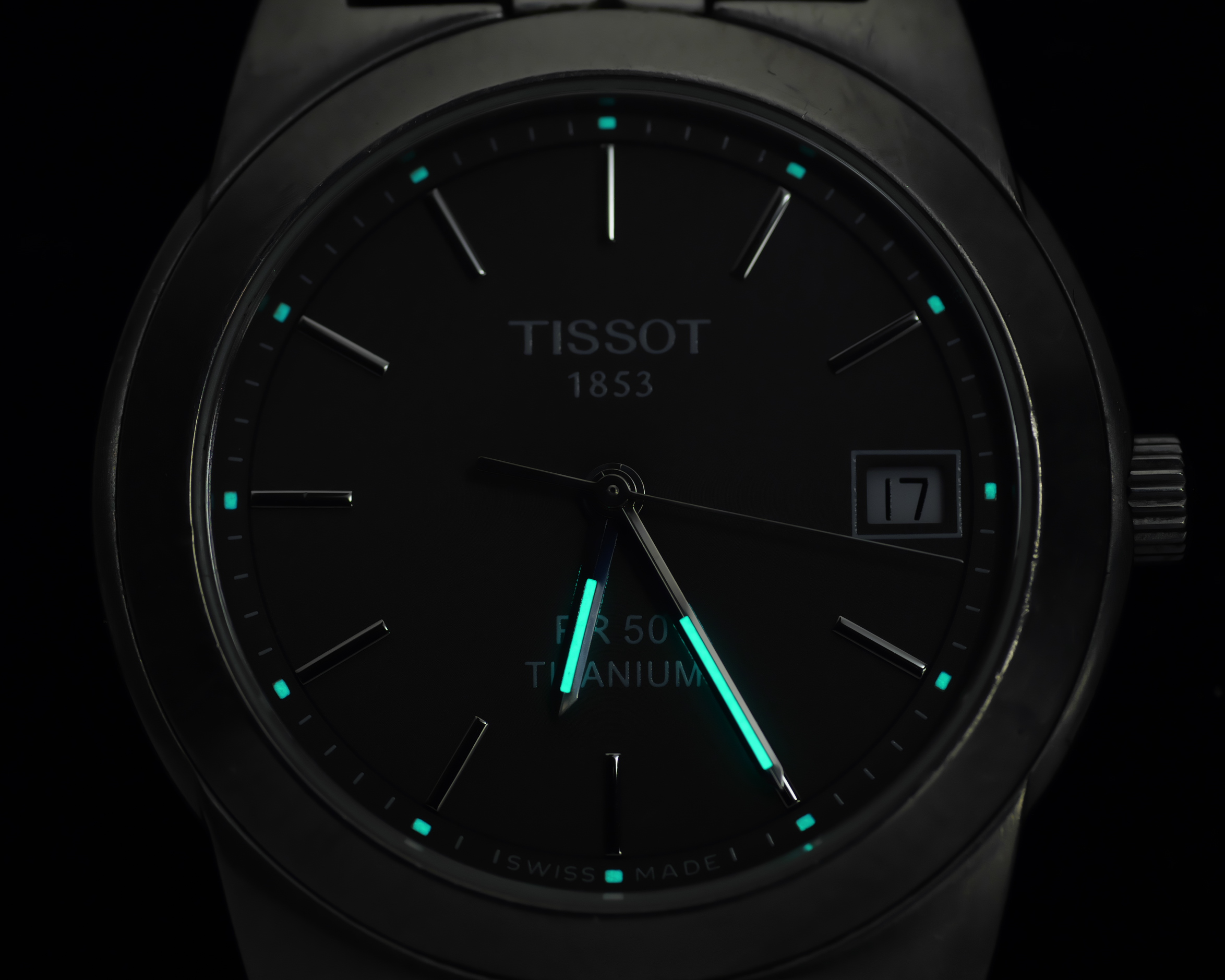
Phosphoreszierende Elemente einer zuvor stark beleuchteten Armbanduhr: Zifferblatt mit zwölf Punkten sowie Minuten- und Stundenzeiger

Phosphoreszenz lässt sich auch gut als Signalcharakter verwenden. In vielen Fällen ist es erforderlich, dass Informationen auch im Dunkeln bereitgestellt werden.
So werden phosphoreszierende Materialien für Leuchtzeiger und Zifferblätter bei Uhren und Flugzeuginstrumenten, an Lichtschaltern oder bei manchen Aufklebern (Sicherheitsschilder, Deko-Artikel (Sterne für die Kinderzimmerdecke), Autoteilen, PC, Fischereizubehör) verwendet. Bis in die 1950er-Jahre waren für Zeiger und Ziffern von Uhren und Messinstrumenten radiumhaltige Phosphoreszenzfarben üblich.

### Straßenmarkierungen
In den Niederlanden wurden in einem Pilotprojekt Straßenmarkierungen mit phosphoreszierenden Farben eingesetzt. Damit sollen weniger Straßenlaternen benötigt werden, was zusätzliche Einsparungen bewirkt. Momentan gibt es einen ersten 500 Meter langen Teilabschnitt, der als Pilotprojekt in der Nähe der Stadt Oss (Provinz Nordbrabant) fertiggestellt wurde.

### Sonstige
Phosphoreszierende Farben bilden ein Stilmerkmal in der Psychedelischen Kunst.
Spezielle Radar-Bildröhren wurden früher zur Anzeige in Radargeräten verwendet. Sie haben eine sehr hohe Nachleuchtdauer, um Ziele bis zum nächsten Umlauf der Radarantenne zu zeigen.
Das Erzeugen eines Schattenrisses der eigenen Person auf einer phosphoreszierenden Wand durch einen Elektronenblitz ist eine Attraktion in einigen Science Centern.